# グエル別邸

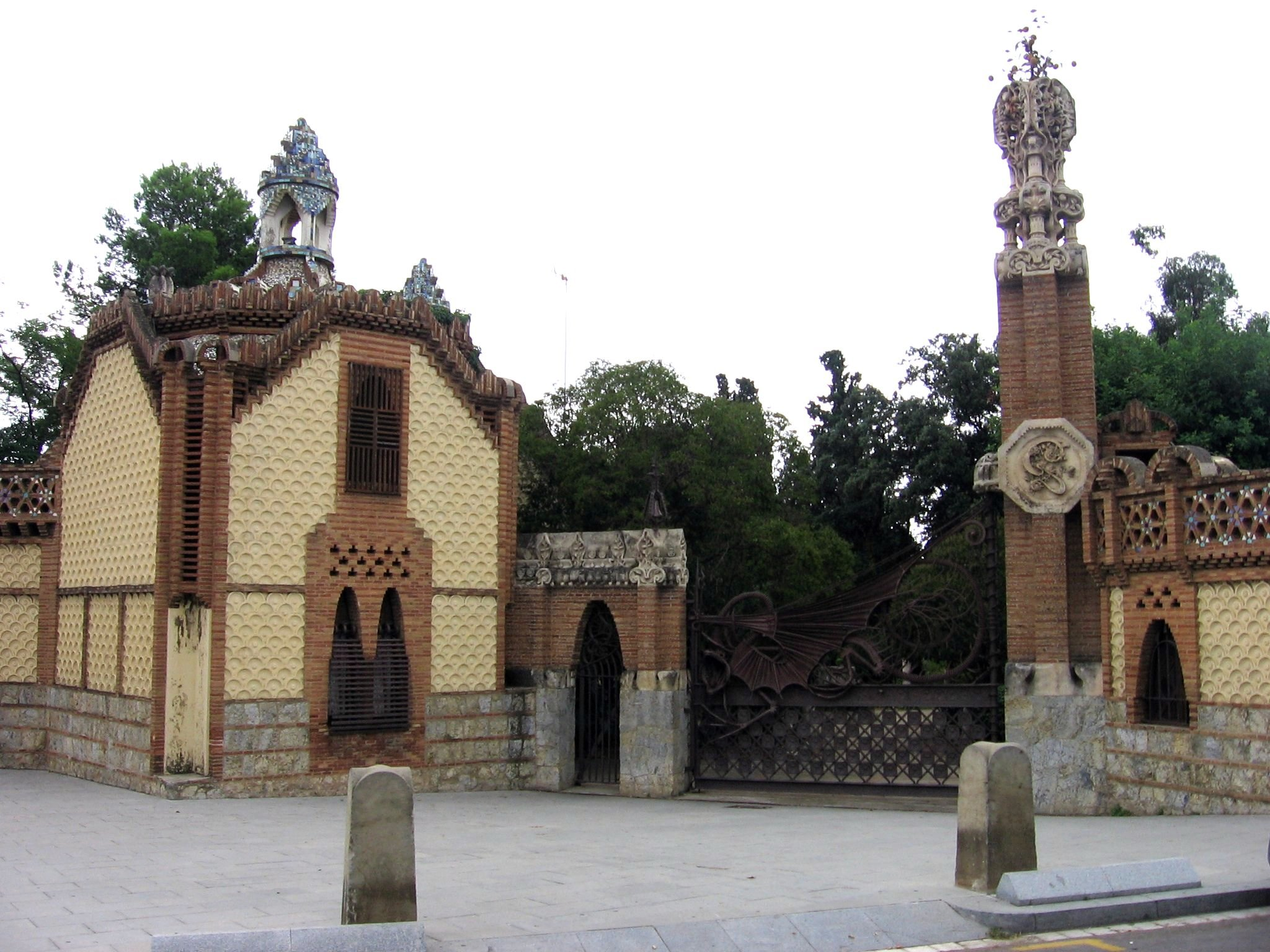
グエル別邸

グエル別邸（カタルーニャ語: Pavellons Güell）は、スペインのバルセロナ、コルツ区（ca）ペドラルベス地区、アビングダ・デ・ペドラルベス通り沿いにある邸宅。

## 概要

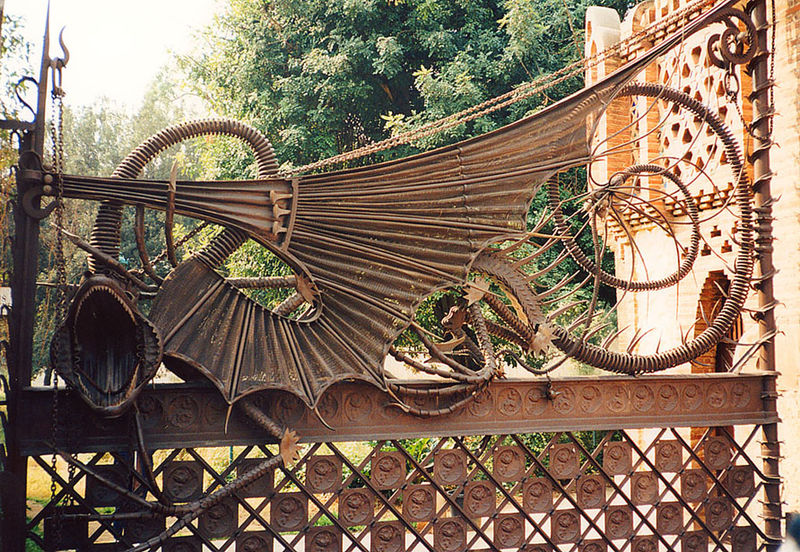
竜の門

アントニ・ガウディがエウゼビ・グエイ（グエル）のためにおこなった初めての仕事。グエイが父親から受け継いだ丘陵が多い土地において、ガウディにフランス式庭園の改築と、門番小屋と厩舎の新築を依頼したものである。かなり大規模な建築計画であったが、現在では門番小屋と屋内にある厩舎と運動場のみが現存している。
もともとロマン主義風に造られていた庭園に、ヤシ、マツ、ユーカリなどのたくさんの地中海の植物を植えた庭園へと造りかえ、得意の噴水を組み込んだ。また、ガウディが初めてカテナリーアーチ型の窓を使ったことでも有名である。芸術的に作り上げながら、門番小屋と厩舎の実用面をしっかりと考えてガウディにしてはほどほどの装飾効果でまとめあげ作り上げている。

## 構成
中央に鉄製の門があり、その両脇に門番小屋と厩舎がある。主体の門番小屋は8角形で、その上に半球型のドームがのっている母屋のような部分があり、その両側に立方体の形の建物が位置している。1階に小部屋が2階には寝室が位置する造りになっており、青と白基調の陶製タイルが煙突まで続いている。

## 門
グエル別邸の真ん中に位置する鉄製の門は「竜の門」として知られる。伝統的な鉄の素材である錬鉄と、新種の鉄の素材である形鋼を用いて造られている。黄金のリンゴの実が支柱の先端についていて、ヘラクレスがヘスペリデスの庭から黄金のリンゴを盗み出したという、詩人ベルダゲールの「アトランティス」の神話によるパロディーが用いられており、こうしたガウディの造形美が組み込まれている。中央の竜は、こうもりのような羽を持っていて、口を大きく開いた姿が印象的である。

## 外見
門番小屋についた翼のような部分や、中央の広間のカタルーニャ技術を駆使した双曲線を描いた丸い屋根が印象的である。また、基盤には石を使い、その上に安値ながら断熱性のある粘土の上張りによって造られた外壁が造られていることも注目すべき点である。そして強い圧力がかけられた部分と、建物の角張っている部分には赤色や黄色に焼いたレンガが組み込まれている。先端部分の赤褐色の陶土で出来たレンガが、ギザギザに配置されていて印象深い。ガウディがその後、多くの建築で活用していくことになる陶製のタイルを砕いた「破砕タイル」を初めて使用したのもこの建築である。近くで見ると外壁にタイルの破片がちりばめられているのが判る。
上記のような安価な素材ながら断熱性を誇る「ムデハル様式」のような外観を造り出している。この時期のガウディが、当時グエル別邸と同時期に建築していた「カサ・ビセンス」(1883-1888)や「エル・カプリッチョ」(1883-1885)にもみられるように、スペイン美術の原点のひとつでもあるムデハル様式を用い始めていることがうかがえる作品の1つでもある。しかし、その上でイスラム美術の代表的な表現法である「モスク」に見られるような高い塔（ミナレット）を活用している。

## 内装
厩舎の内部には放物線を描いた美しいアーチが天井部分を覆っている。内部の外壁の角はすべて削られていて完全なるドーム状の内部空間が造られている。また、内部の階段は細長い厩舎の屋根まで続いていて、無造作に急な角度をつけてねじれている。かまぼこのような形をした天井からは日干ししたレンガなどの巧妙な手法を使っており、当時のレンガ職人の細かな芸術的配慮がうかがえる。そして厩舎の端っこに隣接するように調理場が造られていて、門番小屋と同じような多種多彩の色相によって壁が造られている。
現在、この部分は図書館として活用されている。